# Karl Fritz Lauer
Karl Fritz Lauer (n. 11 aprilie 1938, Săcălaz, Timiș, România – d. 5 iunie 2018, Leonberg, Baden-Württemberg, Germania) a fost un agronom german, specializat în fitopatologie și herbolologie, profesor universitar.

## Biografie
Karl Lauer s-a născut ca fiul unui profesor și vice-notar german în Banat, fratele său mai mare fiind jurnalistul Heinrich Lauer. În anul 1944, pe timpul refugiului din al Doilea Război Mondial, familia sa a trăit în Viena, unde a fost înscris la școală. Întors înapoi în Banat după război, Karl a urmat mai întâi școala elementară din Săcălaz, apoi Școala Medie pentru Industria Alimentară și în sfârșit liceul seral din Timișoara, unde a luat bacalaureatul. A studiat în continuare la Facultatea de Agricultură din Timișoara, terminând-o cu diploma în inginerie agricolă (1965). Mai târziu, în 1974, a obținut diploma de doctor în agricultură sub conducerea științifică a profesorului Gheorghe Anghel (1974). După aceea, a activat la oficiul de cadastru din Timișoara, a făcut serviciul militar în Ploiești și a fost angajat la stațiunea de cercetare agricolă din Lovrin.
După ce s-a mutat în Germania de Vest în anul 1981, unde a fost angajat inițial ca om de știință la Institutul Botanic al Universității din Regensburg, iar între 1983 și 1995 s-a ocupat cu managementul cercetării științifice de teren pentru sudul Germaniei, ca angajat al grupului chimic și farmaceutic francez Rhône-Poulenc⁠(en)[traduceți]. 
În 1991, a fost numit de către Universitatea de Științe Agricole și Medicină Veterinară a Banatului din Timișoara, profesor de onoare în domeniul protecției plantelor și a predat acest subiect în Centrul Științific Weihenstephan al Universității Tehnice din München, în Freising. Apoi, din 1996, a fost responsabil de domeniul herbologie (specializare care se ocupă cu aspectele legate de biologia, ecologia și combaterea buruienilor precum impactul rezultat de ele asupra mediului) la Universitatea de Științe Aplicate Weihenstephan-Triesdorf. Mai departe, a lucrat în calitate de consilier cu privire la tezele de științe agricole ale studenților la Universitatea Agricolă din Timișoara. Acolo a fost onorat și cu titlul doctor honoris causa. 
În 2007 a fost, împreună cu Păun Ion Otiman, co-inițiator pentru redeschiderea Școlii Agricole în Voiteg, al cărei consilier consultativ a fost până la moartea sa. A menținut relații strânse în scopul de a stabili contactele internaționale cu rectorii universitari Alexandru Moisuc (între 2004-2012), Paul Pîrșan (între 2012-2016) și Cosmin Alin Popescu (din februarie 2016). În cadrul proiectului european de cercetare Biofector, Lauer a fost un membru important al echipei, în special în studiile de teren.
În 2002 a fost ales membru onorific al Academiei de Științe din România și În 2004 onorat cu Ordinul Național „Pentru Merit” în grad de comandor.  
Savantul a fost căsătorit cu Helga și a locuit pentru mulți ani în Leonberg. Cuplul a avut doi copii, pe Uwe și pe Heidi.

## Lucrări și premii
- Lauer a publicat 3 manuale, a produs 40 de documente privind ingrediente active fitosanitare și mai departe 130 de lucrări științifice.

- Profesor onorific de protecție a culturilor la Universitatea de Științe Agricole din Timișoara (1991)
- Doctor honoris causa de către Universitatea de Științe Agricole din Timișoara (1991)
- Membru onorific al Academiei de Științe din România (2002)
- Decorat cu Ordinul Național „Pentru Merit” (România) în gradul de comandor (2004)